# Синдактилија
Синдактилија или срасли прсти је структурни поремећај који се наслеђује аутозомно-доминантно. Доминантан алел показује особине различите изражајности и непотпуне пробојности.